# فرانك كيرتز
فرانك كيرتز (بالإنجليزية: Frank Kurtz)‏ هو غطاس أمريكي، ولد في 9 سبتمبر 1911 في دافنبورت في الولايات المتحدة، وتوفي في 31 أكتوبر 1996 في شمال هوليوود ‏ في الولايات المتحدة.

## وصلات خارجية
- فرانك كيرتز على موقع الاتحاد الدولي للسباحة (الإنجليزية)
- فرانك كيرتز على موقع اللجنة الأولمبية الدولية (الإنجليزية)
- فرانك كيرتز على موقع أوليمبيديا (الإنجليزية)